# Висока (Куршумлија)
Висока је насеље у Србији у општини Куршумлија у Топличком округу. Према попису из 2011. године у насељу је било 103 становника а 2022. било је 76 становника (према попису из 1991. било је 226 становника).

## Демографија
У насељу Висока живи 139 пунолетних становника, а просечна старост становништва износи 49,0 година (47,3 код мушкараца и 50,8 код жена). У насељу има 75 домаћинстава, а просечан број чланова по домаћинству је 2,11.
Ово насеље је углавном насељено Србима (према попису из 2002. године), а у последња три пописа, примећен је пад у броју становника.
|  |

| Демографија | Демографија | Демографија |
| Година      | Становника  | Становника  |
| ----------- | ----------- | ----------- |
| 1948.       | 742         |             |
| 1953.       | 795         |             |
| 1961.       | 620         |             |
| 1971.       | 421         |             |
| 1981.       | 303         |             |
| 1991.       | 226         | 224         |
| 2002.       | 158         | 158         |

| Етнички састав према попису из 2002.‍ | Етнички састав према попису из 2002.‍ | Етнички састав према попису из 2002.‍ | Етнички састав према попису из 2002.‍ | Етнички састав према попису из 2002.‍ |
| ------------------------------------ | ------------------------------------ | ------------------------------------ | ------------------------------------ | ------------------------------------ |
|                                      |                                      |                                      |                                      |                                      |
| Срби                                 | Срби                                 |                                      | 117                                  | 74,05%                               |
| непознато                            | непознато                            |                                      | 40                                   | 25,31%                               |

| Година пописа     | 1948. | 1953. | 1961. | 1971. | 1981. | 1991. | 2002. |
| ----------------- | ----- | ----- | ----- | ----- | ----- | ----- | ----- |
| Број домаћинстава | 119   | 123   | 120   | 108   | 90    | 86    | 75    |

| Број чланова      | 1  | 2  | 3  | 4 | 5 | 6 | 7 | 8 | 9 | 10 и више | Просек |
| ----------------- | -- | -- | -- | - | - | - | - | - | - | --------- | ------ |
| Број домаћинстава | 26 | 29 | 10 | 6 | 4 | 0 | 0 | 0 | 0 | 0         | 2,11   |

| Пол    | Укупно | Неожењен/Неудата | Ожењен/Удата | Удовац/Удовица | Разведен/Разведена | Непознато |
| ------ | ------ | ---------------- | ------------ | -------------- | ------------------ | --------- |
| Мушки  | 73     | 19               | 45           | 6              | 2                  | 1         |
| Женски | 69     | 7                | 43           | 16             | 1                  | 2         |
| УКУПНО | 142    | 26               | 88           | 22             | 3                  | 3         |

| Пол    | Укупно                    | Пољопривреда, лов и шумарство | Рибарство                            | Вађење руде и камена | Прерађивачка индустрија       |
| ------ | ------------------------- | ----------------------------- | ------------------------------------ | -------------------- | ----------------------------- |
| Мушки  | 23                        | 5                             | 0                                    | 0                    | 7                             |
| Женски | 7                         | 2                             | 0                                    | 0                    | 2                             |
| УКУПНО | 30                        | 7                             | 0                                    | 0                    | 9                             |
| Пол    | Производња и снабдевање   | Грађевинарство                | Трговина                             | Хотели и ресторани   | Саобраћај, складиштење и везе |
| Мушки  | 1                         | 2                             | 0                                    | 2                    | 3                             |
| Женски | 0                         | 0                             | 0                                    | 1                    | 0                             |
| УКУПНО | 1                         | 2                             | 0                                    | 3                    | 3                             |
| Пол    | Финансијско посредовање   | Некретнине                    | Државна управа и одбрана             | Образовање           | Здравствени и социјални рад   |
| Мушки  | 0                         | 0                             | 1                                    | 0                    | 1                             |
| Женски | 0                         | 0                             | 0                                    | 1                    | 0                             |
| УКУПНО | 0                         | 0                             | 1                                    | 1                    | 1                             |
| Пол    | Остале услужне активности | Приватна домаћинства          | Екстериторијалне организације и тела | Непознато            | Непознато                     |
| Мушки  | 0                         | 0                             | 0                                    | 1                    | 1                             |
| Женски | 0                         | 0                             | 0                                    | 1                    | 1                             |
| УКУПНО | 0                         | 0                             | 0                                    | 2                    | 2                             |